# Protonolýza
Protonolýza je označení pro chemické reakce, při kterých dochází ke štěpení chemické vazby působením kyseliny. Mnoho takových reakcí se vyskytuje v organokovové chemii, protože jsou k jejich průběhu nutné polární vazby Mδ+-Rδ−, kde δ+ a δ− označuje částečné kladné a záporné náboje na atomech účastnících se vazby. Při styku takovýchto sloučenin s kyselinou (HX) se vazby štěpí podle této rovnice:
M-R + HX → M-X + H-R
Zvláštním případem protonolýzy je hydrolýza (X− = OH−). Sloučeniny náchylné k hydrolýze jsou častými reaktanty protonolytických reakcí.

## Příklady

### Hydridy
Borohydridové anionty mohou být za přítomnosti kyselin, i slabých, protonolyzovány na jedné nebo více vazbách B-H. Protonolýzou borohydridu sodného kyselinou octovou vzniká triacetoxyborohydrid sodný:
NaBH4 + 3 HO2CCH3 → NaBH(O2CCH3)3 + 3 H2
Podobné reakce se vyskytují i u hydridů ostatních elektropozitivních prvků, příkladem je hydrid lithno-hlinitý.

### Alkyly
Alkylové deriváty řady kovů také lze protonolyzovat. U alkylů velmi elektropozitivních kovů (jako jsou zinek, hořčík a lithium) je dostatečně kyselá i voda, příslušná reakce je tak hydrolýzou. Protonolýza minerálními kyselinami bývá někdy používána k odpojování organických ligandů z kovových center.

### Nitridy, fosfidy, silicidy a podobné sloučeniny
Anorganické molekuly s vysoce nabitými anionty mohou někdy vstupovat do protonolytických reakcí. Deriváty nitridů (N3−), fosfidů (P3−) a silicidů (Si4−) vytvářejí hydrolýzou amoniak, fosfan a silan. Obdobné reakce se vyskytují také u molekulových sloučenin s vazbami M-NR2, M-PR2 a M-SiR3.